# Деултум
Деу̀лтум (на латински: Deultum) е римско селище в България. Територията на античния град Деултум се намира на около 10 километра западно от град Бургас, в посока Средец в землището на днешното село Дебелт. Останките са обявени за архитектурно-строителен паметник през 1965 г.

## История
Богатата на археологически останки местност се простира до брега на едно от най-големите езера на юг от Стара планина – Мандренското, в което се вливат Средецка и Русокастренска реки. Колонията Флавия Пацис Деултензиум (лат. Colonia Flavia Pacis Deultensium, накратко Деултум) е основана при управлението на Флавиевата династия в Рим и по-точно в годините на император Веспасиан през 70-те години на 1 век в близост до вече съществуващото тракийско селище Девелт или Дебелт, откъдето произлиза и името на колонията. Колонията възниква като селище на ветерани от VIII Августовски легион, които по силата на римското право били оземлени вероятно на една доста обширна територия между езерата Бургаско и Мандренско. Интересен е фактът, че Т. Тодоров превежда името на града като двублатие, което отразява в известна степен реалните особености на терена както в миналото, така и днес.
След като Източната Римска империя отстъпва областта Загоре на България в началото на VIII век, пристанището Месемврия постепенно запада, изместено от новосъздаденото пристанище Порос (по-късно Деултум).
Районът около западните брегове на Мандренското езеро, южно от Бургас е изключително богат на археологически обекти. Тук на площ от около 3 кв. км. са регистрирани повече от двадесет и пет обекта от различни исторически периоди – от къснобронзовата епоха до късното Средновековие. Основно причина за това е динамиката на равнището на Черно море и свързаните с него подпочвени води. В продължение на близо 2000 години поради отворения фарватер по огледалото на езерото основният икономически център на съвременната Бургаска област е бил именно край съвременното село Дебелт. Основно преимущество от гледна точка на бъдещите проучвания е, че почти всички те са изцяло достъпни за различни форми на изследвания.

## Проучвания
Старините на това място са предизвикали интереса още на първите професионалисти в областта на античната история като Константин Иречек и братя Шкорпил, които дават първите му научни описания от края на 19 век. През първата половина на 20 век, отделни ценни находки от този район успяват да бъдат спасени и да се озоват в музейните институции. Мащабните разкопки край село Дебелт започват през 80-те години на XX век във връзка със строежа на голям металургичен комбинат на това място и продължават активно до днес. Главен ръководител на разкопките е покойният археолог Стефан Дамянов, а негов заместник от името на археологическия музей в Бургас работи Петър Балабанов.
През този период в античния град, чийто правоъгълен план е начертан още в края на 19 век от Карел Шкорпил, е напълно разкрита източната порта и част от главната улица. От вътрешната ѝ страна се откриват ниши за статуи на боговете и богините покровители на града. Сред находките присъства фрагментирана бронзова статуя на римски император.
През първите години от този период е изцяло проучен античният некропол с вкопани в скалата гробове, който се намира на хълма източно от средновековното укрепление. Тук са открити 10 погребения. Ямите на гробовете са изрязани в скалата, имат правоъгълна форма и дълбочина до 1,50 м. В горната им част личат жлебове за поставяне на покривни каменни плочи. Находките датират некропола 2 – 3 век сл. Хр. Една част от гробовете са били вторично използвани през късната Античност и Средновековието.
Археолозите проучват през 80-те години на 20 век два големи обекта – средновековната крепост, наречена от Карел Шкорпил „Малкото градище“ и средновековна църква с митница в местността Костадин чешма.
Стратиграфията на средновековната крепост свидетелства за два основни периода в съществуването ѝ. Първият се датира в хронологическия отрязък 4 – 7 век. Това е времето веднага след преместването на столицата от Рим в Константинопол. Този акт е ознаменуван от серия бронзови монети със специфичен сюжет, на които археолозите са попаднали. Другият период на крепостта датира между 12 и 14 век – времето на Втората българска държава. Като цяло крепостта остава леко встрани от основния терен, върху който трябва да се извършат строителните работи и затова не е цялостно проучена, а са проведени отделни археологически процедури, които да изяснят основните моменти в историята на съществуването ѝ. Бъдещото детайлно проучване би изяснило в какви аспекти това съоръжение е било от значение за двете големи сили през Средновековието – България и Византия.
Другият средновековен обект – църквата в местността Костадин чешма от 9 век е по-добре проучен. Открити са само основите ѝ от ломен камък споен с бял хоросан. Като всички църкви тя е ориентирана изток – запад (14,5 на 12 м), има базикален план разчленен на три кораба и притвор от западната страна. При един втори строителен период в централния кораб са били поставени четири колони, върху които е бил подпрян купол. При изследването са били открити пропуквания, които биха могли да бъдат резултат от земетресение. Вътре в църквата и около нея са открити 34 християнски погребения. Покойниците са били поставяни директно в земята с вдигнати десници в благославящ жест. Според изследователя Дамянов това означава, че погребаните са били свещенослужители. Погребален инвентар в повечето случаи липсва, което е типично за християнските погребения. Само върху три от скелетите са открити големи посребрени кръстове, датиращи от 9 – 10 век. Голяма сензация са откритите 64 оловни печата. Повечето от тях са с монограмни кръстове и съдържат имената на византийски велможи от епохата на императорите иконоборци (периода между 726 – 843 г.). Сред тях особено важни са три печата на първия български християнски владетел Борис I, приел с покръстването второто име Михаил. На тяхната лицева страна е изобразен Христос с евангелие и благославяща десница. Изображението е опасано с два зрънчести кръга, между които се чете: „Христос помагай на Михаил, архонт на България“. Върху опаката страна е изобразена Божията майка с надписа „Богородице помагай на Михаил, архонт на България“. От писмените извори е известно, че ранносредновековният и средновековният Девелт е бил средище на епископ. Намерените уникални печати на българския владетел Борис на това място, което въпреки всичко не внушително като останки от архитектура, съчетани с писмените извори, които го сочат като голям християнски център, карат учените да предположат, че именно това е средището, в което е бил покръстен българският държавен глава.
Интересен обект, който не е проучен изцяло през този период и който и днес може да се види е храмът на Асклепий, преустроен в храм на императорския култ в североизточната част на античния град.
Средновековният Дебелт е бил погранична крепост между България и Византия. За това свидетелства едно голямо защитно съоръжение, което се намира в непосредствена близост до него – граничния окоп Еркесия. Изследванията показват, че Еркесията е построена още при хан Тервел (около 705 г.), но народната памет го свързва със славата на хан Крум (местните го наричат Крумов окоп), при който Дебелт влиза в територията на България. За това имаме сведения както от гръцки хронисти, така и от прочутия Хамбарлийски надпис, открит в село Маламирово (Хамбарли), Ямболско. Митницата открита при разкопките на Дебелт започва да функционира малко след тези събития.
Изненадващи са резултатите от сондажното проучване на ранносредновековното отбранително съоръжение „Еркесия“. Там са намерени материали от IV–II век пр.н.е. Това засилва убеждението, че на територията на резервата се намират и останките на неизвестен на науката тракийски град от класическата и ранноелинистическата епоха.
През 80-те години археолозите разкриват една много богата на движими и недвижими исторически паметници, от всички епохи, територия, която е с изключително значение за културата на страната ни и с право е обявена към момента за национален археологически резерват. В него е изградена археологическа база с възможности за обезпечаване на целогодишна работа на проучвателските екипи. Въпреки огромния обем дейност свършена през предпоследното десетилетие на 20 век, на територията на археологическия резерват Деултум предстои да се свърши все още доста сериозна като количество работа. Много от находките са публикувани частично, като материалите от култовите ями в местността Костадин чешма, а и резерватът крие все още много тайни.